# Tomáš Smola
Tomáš Smola (* 19. ledna 1989, Československo) je bývalý fotbalový útočník, naposledy hrál za FK SEKO Louny.

## Kariéra

### Dorost a první kluby
Smola je odchovancem Loun, v dorosteneckém věku prošel také Teplicemi, ale do ligového kádru se nedostal. Hostoval v okolních klubech a pak se vrátil do Loun, odkud po několika dalších hostováních v roce 2013 přestoupil do Ústí nad Labem, krátce hostoval na Střížkově.

### SFC Opava
V roce 2016 přestoupil do Opavy, kde odehrál 85 soutěžních zápasů, ve kterých dal 29 gólů, čímž pomohl svému týmu vrátit se z fotbalové národní ligy do 1. ligy, kde v 1. sezoně zaznamenal 9 gólů a stal se oporou týmu a nejlepším střelcem sezony.

### FC Baník Ostrava
V létě 2019 neprodloužil smlouvu s Opavou a přestoupil k největšímu rivalovi, do Ostravy k tamnímu Baníku, a hned svůj druhý gól v Baníku vstřelil svému bývalému klubu na jeho stadionu v městských sadech a pomohl Baníku k výhře 2:0.

## Trenérská kariéra
Po ukončení aktivní Fotbalové kariéry Smola trénuje fotbalisty divizního Chomutova.